# レオン・クロワザ

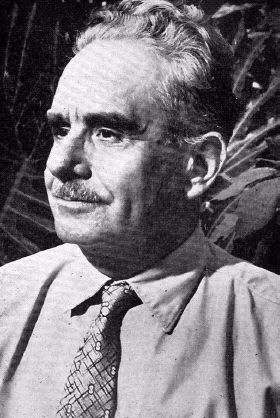
Léon Croizat (1964)

レオン・クロワザ（音訳はクロアザ、クロイツァとも、Léon Camille Marius Croizat、1894年7月16日 - 1982年11月30日）はトリノ生まれのフランス系イタリア人でアメリカ合衆国、ベネズエラで働いた生物学者、植物学者である。進化論の分野で、「汎生物地理学」仮説（Panbiogeography）を唱えたことで知られる。

## 略歴
フランスのシャンベリからトリノに移った両親のもとに生まれた。第一次世界大戦中は兵士として召集された後、1924年に、妻子とアメリカ合衆国に移民した。水彩画家として働くが成功しなかった。一旦パリに移るが、1936年の渡米し、ブロンクス植物園を訪れるうちに、コロンビア大学の植物学教授、エルマー・ドリュー・メリルと知り合い、1936年にメリルがハーバード大学のアーノルド樹木園の園長に任じられると、クロワザは技術助手として雇われた。その経歴から多くの言語を話せたことが分類学などの仕事に役立った。
多くの著作を執筆し、生物の進化と分散に関する重要な観点を主張する「汎生物地理学」仮説を提出した。
1950年から1951年にフランスとベネズエラが共同で行った、オリノコ川の資源調査にアンリ・ピティエに招かれ、ベネズエラ中央大学の農学部で職を得た。1951年にベネズエラのロス・アンデス大学の植物学、生態学の常任教授となった。1953年に教授職から引退し、カラカスで執筆に専念し、1976年に世界中から収集した植物を集めた植物園（Jardin Botanico Xerofito）の初代園長となった。

## 著作
- 1952 : Manual of Phytogeography or an account of plant-dispersal throughout the world
- 1958 : Panbiogeography or an introductory synthesis of Zoogeography, Phytogeography, and Geology; with notes on evolution, systematics, ecology, anthropology, etc… (3 volumes) (Panbiogeography Gate)
- 1960 : Principia Botanica or Beginnings of Botany (Panbiogeography Gate)
- 1962 : Space, time, form : The biological synthesis